# Bataille de Komarów (1920)
Guerre russo-polonaise
Batailles
- Offensive vers l'Ouest
- Opération Minsk
- Daugavpils
- Letychiv
- Koziatyn
- Opération Kiev
- Radzymin
- Varsovie
- Komarów
- Rivière Niémen

La bataille de Komarów est une bataille de cavalerie de la guerre soviéto-polonaise, entre le 30 août et le 2 septembre 1920. Considéré comme le plus grand affrontement de cavalerie depuis 1813, elle est conclue par une lourde défaite des troupes de l'Armée rouge, après des pertes de plus de 4 000 hommes contre seulement 500 du côté de l'armée polonaise.